# 원준희
원준희(본명: 안도희, 1967년 1월 19일 ~ )는 대한민국의 여성 가수이다.

## 생애
1985년 18세 때 영화배우로 첫 데뷔를 하였고 3년 후 1988년 데뷔하여 <사랑은 유리 같은 것>으로 다양한 인기를 누린 가수이다. 아름다운 외모를 유지하며 다른 어린 여자 가수 및 걸 그룹으로부터 좋은 곡을 부른 선배로 인식되어 있다. 1990년도에 결혼과 동시에 연예 활동을 중단, 이후 2008년에 연예 활동을 재개하였는데 1990년 2집의 녹음과 믹싱을 끝난 상태에서 그 해 9월 미국으로 떠나 2집이 출시되지 못한 바 있었다.

## 가족 관계
- 시아버지: 이봉조 (1931년 5월 1일  ~ 1987년 8월 31일)
- 시어머니: 현미 (1938년 1월 28일 ~ 2023년 4월 4일)
  - 남편: 이영준 (1964년 3월 20일 ~)
  - 첫째딸 이민지 (1991년 ~ )
  - 둘째딸 이은혜
  - 막내아들 이기돈
- 시아주버니 고니 (1962년 1월 11일 ~)
- 사촌 동서 박정은 (1977년 1월 14일 ~)
- 이종사촌올케 노사연 (1957년 3월 3일 ~)
- 이종사촌서방님 이무송 (1960년 10월 10일 ~)

## 학력
- 계원예술고등학교 음악과 (졸업)
- FIDM 대학교 의상디자인과 (졸업)

## 가수 활동
- 1988년 "사랑은 유리같은 것"
- 2008년 "거울앞에서"
- 2009년 "사랑해도 되니", "애벌레"

## 광고
- 1989년 롯데제과 카로셀
- 1989년 일화 씨타임 - 5가지 하모니
- 1989년 엘지생활건강 챠밍샴푸